# Cumnock, Australien
Cumnock är en ort i Australien. Den ligger i kommunen Cabonne och delstaten New South Wales, i den sydöstra delen av landet, omkring 250 kilometer nordväst om delstatshuvudstaden Sydney. Antalet invånare är 288.
Runt Cumnock är det mycket glesbefolkat, med 2 invånare per kvadratkilometer.. Närmaste större samhälle är Gumble, omkring 19 kilometer sydväst om Cumnock.
Trakten runt Cumnock består till största delen av jordbruksmark. Genomsnittlig årsnederbörd är 730 millimeter. Den regnigaste månaden är februari, med i genomsnitt 126 mm nederbörd, och den torraste är oktober, med 17 mm nederbörd.